# صلاح نيازي
صلاح نيازي شاعر ومترجم عراقي يقيم في لندن.

## قصة حياته
ولد الشاعر صلاح نيازي عام 1935 في الناصرية ودرس المراحل الأولى من حياته فيها، وفي بغداد أكمل دراسته الثانوية ثم تخرج من دار المعلمين العالية وعمل معداً ومقدماُ للبرامج الثقافية في الإذاعة، وفي عام 1954 عمل مذيعاً في التلفزيون العراقي ثم فصل من وظيفته عام 1956 ليعود إلى الإذاعة بعد قيام ثورة الرابع عشر من تموز في عام 1958.
لم يكن عمله هادئا أو مستقرا فقد كان عرضة للتقلبات السياسية حتى تم أعتقاله عام 1963 بعد انقلاب شباط، لذا قرر الخروج من العراق وعدم العودة فسافر نحو حلب ثم تركيا ومنها إلى لندن حيث استقر فيها منذ ذلك الحين.

## تأثير الغربة في حياته
دلف نيازي من أبواب الغربة نحو الحرية والكتابة والأبداع، فقد كان المنفى محرضا على التأقلم والنظر نحو الوطن بعين المبدع الذي يكتب وطنه شعراً، فهو يقول: (إن حنين العراقيين إلى أرضهم قيمة أدبية هي أسطع وأنبل من دونية حياتهم الجوفاء).
وتجربتة الأعلامية كانت متنوعة لم تتوقف عند حدود العمل في أذاعة وتلفزيون العراق، فقد عمل في الأعلام البريطاني وعرف أسمه شاعراً وإذاعياً عملَ في إذاعة لندن العربية مذيعاً ومعداً ومقدّم برامج حتى تقاعده، فضلا عن اهتمامه بنشر المطبوعة الأهم بالنسبة للمغتربين العرب حيث واصل أصدار مجلة الاغتراب الأدبي في لندن من عام 1985 وحتى عام 2002، بجهود شخصية وبمساندة زوجته الروائية العراقية سميرة المانع، وكانت هذه المجلة تعنى بأدب المغتربين بشكل خاص ولا تزال بعض أعدادها موجودة على شبكة الأنترنت.
وجهود نيازي التي توزعت بين الإعلام والتدريس والترجمة لم تبعده عن الشعر ففي عام 1962 صدر ديوانه الأول: (كابوس في فضة الشمس) الذي مثل قصيدة واحدة طويلة في رثاء أخيه، حيث وصفت تلك القصيدة أو الديوان بأنها من الأعمال الشعرية الكبيرة إلى جانب قصيدة (المومس العمياء) لبدر شاكر السياب.
وصدر لنيازي مجموعات شعرية أخرى منها (الهجرة إلى الداخل) 1977، و (نحن) 1979، و (المفكر)، و (الصهيل المعلب) 1988، و (وهم الأسماء) 1996، ثم (أربع قصائد) في لندن عام 2003، و (ابن زريق وما شابه) عام 2004.
أما نتاجاته الأدبية الأخرى فقد كانت مجموعة من الكتب الثرية في البحوث والدراسات منها أطروحته للدكتوراه التي قدمها لجامعة لندن عام 1975 وحملت عنوان (تحقيق ديوان ابن المقرب العيوني مع دراسة نقدية)، وكتاب (البطل والاغتراب القومي) بيروت 1999، وكتاب (المختار من أدب العراقيين المغتربين) الجزء الأول.
فضلا عن كتاب قيم في السيرة الذاتية (غصن مطعم بشجرة غريبة) بيروت 2002، وهو من كتب السير التي تكسر الطوق عن وصف الانفعالات والأحلام والدواخل النفسية لشاعر يختار المنفى على الوطن ليفوت على الجلاد متعة الانتقام منه، وهو حاصل على ليسانس في اللغة العربية وآدابها من جامعة بغداد، وعلى الدكتوراه من SOAS بجامعة لندن، يقيم في لندن منذ عام 1963.
اشترك في عدد من المؤتمرات الأدبية العربية والعالمية منها مؤتمر مسرح خيال الظل بلندن والبينالي الشعري العالمي في بلجيكا.

## دواوينه الشعرية
- كابوس في فضة الشمس - بغداد 1962
- المفكر - بغداد 1976
- الهجرة الي الداخل - بغداد عام 1977
- نحن - بغداد عام 1979
- الصهيل المعلب - لندن 1988
- وهم الأسماء - لندن 1996
- الريح 1998 (ترجمت إلى الإسبانية).
- أربع قصائد - لندن 2003
- ابن زريق وما شابه - بيروت 2004

ترجمت بعض قصائده إلى الإنكليزية والفرنسية والإسبانية والإيرانية والألمانية.

## البحوث والدراسات
- تحقيق ديوان ابن المقرب العيوني مع دراسة نقدية، أطروحة دكتوراه مقدمة لجامعة لندن - 1975
- الاغتراب والبطل القومي - بيروت 1999
- المختار من أدب العراقيين المغتربين الجزء الأول.
- نزار قباني رسام الشعراء.
- فن الشعر في ملحمة كلكامش. 2008.
- من مناجيات شيكسبير: هاملت - الليدي مكبث - مكبث. 2010.[10]
- من تقنيات التأليف والترجمة. 2016.[11]
- المنظورية والحواس في تفسير النص. دراسة. 2017.
- دموع كلكامش. دراسة. 2021.

## مؤلفات قام بترجمتها للعربية
- رواية العاصمة القديمة للكاتب ياسوناري كواباتا - دمشق 1999
- مسرحية مكبث للكاتب شكسبير - بيروت 2000
- رواية يوليسيس للكاتب جيمس جويس (ج1) - دمشق 2001
- مسرحية ابن المستر للكاتب ونزلو لترانس راتيغان - بيروت 2002 [12]
- مسرحية هاملت للكاتب الشهير وليم شكسبير - دمشق 2008 [13]

## السيرة الذاتية
- غصن مطعم بشجرة غريبة - بيروت 2002